# 1886 na arte

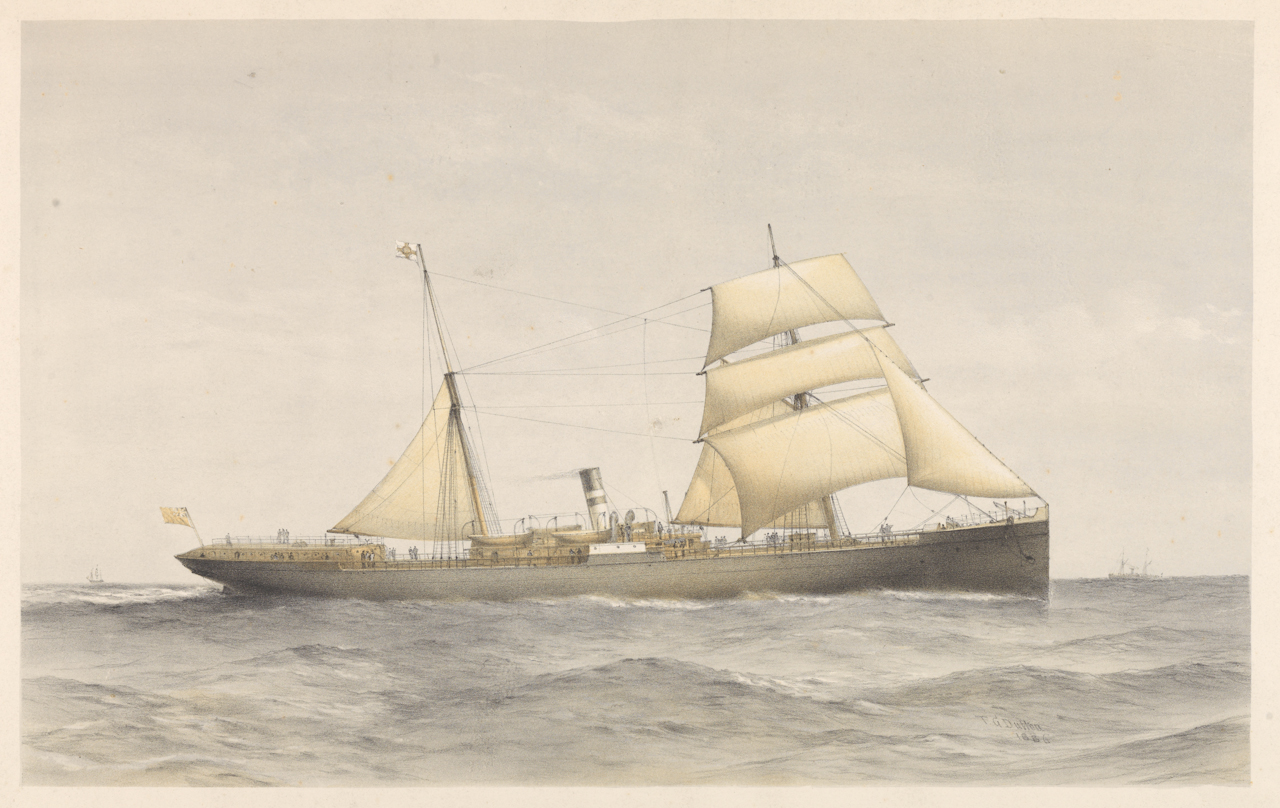
Linha Cabo e Natal S.S. Majuba ou Elmina Assinada pelo artista e datada em placa. Cape e Natal Line SS Majuba ou Elmina

## Monumentos
- 28 de outubro - Inauguração da Estátua da Liberdade, no porto de Nova York.

## Nascimentos
| Data           | Nome                         | Profissão                                         | Nacionalidade                              | Observações | Ref |
| -------------- | ---------------------------- | ------------------------------------------------- | ------------------------------------------ | ----------- | --- |
| 27 de março    | Ludwig Mies van der Rohe     | arquitecto                                        | Império Alemão / Estados Unidos            | m. 1964     |     |
| 1 de setembro  | Tarsila do Amaral            | pintora                                           | Brasil                                     | m. 1973     |     |
| 23 de setembro | Armando Figueiredo de Lucena | professor, cronista, historiador de arte e pintor | Reino Unido de Portugal, Brasil e Algarves | m. 1975     |     |
| 8 de dezembro  | Diego Rivera                 | pintor                                            | México                                     | m. 1957     |     |

## Mortes
| Data | Nome | Profissão | Nacionalidade | Observações | Ref |
| ---- | ---- | --------- | ------------- | ----------- | --- |